# Centotheca lappacea
Centotheca lappacea är en gräsart som först beskrevs av Carl von Linné, och fick sitt nu gällande namn av Nicaise Auguste Desvaux. Centotheca lappacea ingår i släktet Centotheca och familjen gräs. Inga underarter finns listade i Catalogue of Life.